# Mangrove Creek
Mangrove Creek är ett vattendrag i Australien. Det ligger i delstaten Western Australia, omkring 1 400 kilometer norr om delstatshuvudstaden Perth.
Omgivningarna runt Mangrove Creek är i huvudsak ett öppet busklandskap. Trakten runt Mangrove Creek är nära nog obefolkad, med mindre än två invånare per kvadratkilometer. Savannklimat råder i trakten. Genomsnittlig årsnederbörd är 589 millimeter. Den regnigaste månaden är januari, med i genomsnitt 220 mm nederbörd, och den torraste är september, med 1 mm nederbörd.